# Salix schwerinii
Espèce
Classification APG III (2009)
Salix schwerinii est une espèce de plantes à fleurs de la famille des Salicaceae. C'est un saule originaire d'Asie.

## Synonymie et variétés
- Salix dailingensis Y.L. Chou & C.Y. King
- Salix gmelinii Pall
- Salix petsusu kimura
- Salix viminalis var. gmelinii Turcz
- Salix viminalis var. yezoensis Schneid
- Salix yezoensis kimura[1]

## Description
C'est un arbuste ou un arbre de 10 à 15 mètres de haut avec de longues feuilles caduques exceptionnellement étroites, proche de Salix viminalis.

## Répartition et habitat
C'est une espèce rencontrée au nord-est de l'Asie, de Kolyma au nord-est de la Chine, à une altitude de 300 à 600 m, dans le Hebei, Heilongjiang, Jilin, Liaoning, E Nei Mongol (Japon), Corée, Mongolie, Russie (Est de la Sibérie).

## Utilisation
Il est cultivé le long des rivières. Les branches sont coupées tous les ans ou tous les deux ans pour être utilisées en vannerie.
Le cultivar Kinuyanagi a été développé en Nouvelle-Zélande comme arbre fourrager et anti-érosion.